# 第17軍 (日本軍)
第17軍（だいじゅうななぐん）は、大日本帝国陸軍の軍の一つ。

## 沿革
1942年（昭和17年）5月18日に大本営直属軍として新設、その後同年11月16日に編成された第8方面軍戦闘序列に編入、ソロモン諸島方面の作戦を担当した。
当初はガダルカナル島（現・ソロモン諸島ガダルカナル州）に派遣される予定であったが、大本営陸軍参謀部は同島からの撤退（転進）を決定、師団は1943年（昭和18年）初頭にソロモン諸島のブーゲンビル島（Bougainville、現・パプアニューギニア独立国ブーゲンビル自治州）南部に進出する。同年11月、タロキナ地区に連合国軍が上陸し飛行場を建設したため、第6師団を主力とした第17軍は飛行場奪取を試みるが、1944年（昭和19年）3月の反攻（第二次タロキナ作戦）を最後に組織的軍事力を失う。
その後、主戦場がサイパン（現・北マリアナ連邦）からレイテ島（現・フィリピン共和国）へと移り、アメリカ軍主力の連合国軍は積極的攻勢には出なかったもののソロモン諸島の帝國陸海軍は兵站を絶たれ、長く兵器弾薬が欠乏し飢餓と疫病に苦しむ（第2次タロキナ作戦後の歩兵連隊は4,923名（外、戦傷1,787名）、終戦時には1,654名になったという）。
1944年（昭和19年）11月に主力がオーストラリア軍に代わると、連合国軍は攻勢に転じ、帝國海軍第八艦隊司令部があったブーゲンビル島のブイン（Buin）地区に迫る。本軍団は一時、壊滅寸前まで追い込まれたが、豪軍の進軍が止まった直後に1945年（昭和20年）8月15日の終戦を迎え、体面上は任務完遂を果たした形となった。
同年9月8日、オーストラリア軍タロキナ基地で第17軍司令官の神田正種中将と第8艦隊司令官の鮫島具重中将が降伏文書に調印。
南部沖合いのファウロ島（Fauro）に収容される。

## 軍概要

### 歴代司令官
- 百武晴吉中将（陸士21期：1942年（昭和17年）5月5日 - 1945年（昭和20年）4月1日
- 神田正種中将（陸士23期）：1945年（昭和20年）4月1日 - 終戦

### 歴代参謀長
- 二見秋三郎少将（陸士28期）：1942年（昭和17年）5月5日 - 1942年（昭和17年）10月1日
- 宮崎周一少将（陸士28期）：1942年（昭和17年）10月1日 - 1943年（昭和18年）5月11日
- 秋永月三少将（陸士27期）：1943年（昭和18年）5月11日 - 1943年（昭和18年）9月11日
- 秋永力少将（陸士28期）：1943年（昭和18年）9月11日 - 1945年（昭和20年）4月1日
- 真方勲少将（陸士32期）：1945年（昭和20年）4月1日 - 終戦

### 最終司令部構成
- 司令官：神田正種中将
- 参謀長：真方勲少将
- 高級参謀：田巻和吉大佐
- 高級副官：瀧口松五郎少佐
- 兵器部長：知久八万少将
- 経理部長：室田五郎主計大佐
- 軍医部長：兼子周吉軍医少将

### 最終所属部隊
- 第6師団
- 独立混成第38旅団
- 南海第4守備隊：道下義行少将（最終位置：ブーゲンビル島）
  - 南海第4守備隊第1大隊：浅野俊男中佐
  - 南海第4守備隊第2大隊：内田賢七中佐
  - 南海第4守備隊第3大隊：税所秀雄少佐

砲兵・防空部隊
- 野戦重砲兵第4連隊：竹花保大佐
- 野戦高射砲第38大隊：中村泰三中佐
- 野戦高射砲第59大隊：吉岡丈男中佐

工兵・通信部隊
- 独立工兵第19連隊：岩仲広知大佐
- 船舶工兵第2連隊：祝不二夫中佐
- 電信第32連隊：木村康雄中佐

兵站部隊
- 第76兵站病院：松尾善吉軍医少佐
- 第94兵站病院：堀江義久軍医中佐
- 第17防疫給水部：森茂樹軍医少佐